# Tomberg (métro de Bruxelles)
 (août 2025).
Pour les articles homonymes, voir Tomberg.
Tomberg /tɔmbɛʁg/ est une station de la ligne 1 du métro de Bruxelles située à Bruxelles, sur la commune de Woluwe-Saint-Lambert.

## Situation
La station se trouve à proximité de la place du Tomberg.
Elle est située entre les stations Gribaumont et Roodebeek sur la ligne 1.

## Histoire
La station a été inaugurée le 20 septembre 1976 en tant que première vraie ligne de métro de la ville. Elle a été jusqu'au 7 mai 1982 le terminus de la ligne ensuite prolongée jusqu'à la station Alma.
Après la rénovation de la station en 1998, les quais et les halls d'entrée sont décorés par les œuvres appelées L'Alphabet Azart créées par Guy Rombouts et Monica Droste. Les murs derrière les tuiles émaillées sont peints en bleu foncé ou en crème selon la rive avec des signes et symboles. L'alphabet est illustré à travers des animaux, plantes et personnages.

## Service aux voyageurs

### Accès
La station compte quatre accès :
- Accès no 1 : situé côté ouest de l'avenue Paul Hymans (accompagné d'un escalator) ;
- Accès no 2 : situé avenue Paul Hymans à l'angle avec la rue Solleveld ;
- Accès no 3 : situé au nord de la place du Tomberg (accompagné d'un escalator) ;
- Accès no 4 : situé côté est de l'avenue Paul Hymans (accompagné d'un escalator et d'un ascenseur à proximité).

### Quais
La station est de conception classique avec deux voies encadrées par deux quais latéraux.

### Intermodalité
La station est desservie par la ligne 28 des autobus de Bruxelles.

## Œuvre d'art
- L'Alphabet Azart, par Guy Rombouts et Monica Droste

## À proximité
- Maison communale de Woluwe-Saint-Lambert
- École Vervloesem
- Église Saint-Lambert de Woluwe-Saint-Lambert
- Parc Georges Henri
- Poséidon (Piscine et Patinoire à glace)